# كارين مالينا وايت
كارين وايت (بالإنجليزية: Karen Malina White)‏ هي ممثلة أمريكية، ولدت في 7 يوليو 1965 بفيلادلفيا في الولايات المتحدة.

## أعمال

### مسلسلات
- ذا ميدل
- كيف تفلت بجريمة قتل[2]

## وصلات خارجية
- كارين مالينا وايت على موقع IMDb (الإنجليزية)
- كارين مالينا وايت على موقع ألو سيني (الفرنسية)
- كارين مالينا وايت على موقع أول موفي (الإنجليزية)
- كارين مالينا وايت على موقع إن إن دي بي (الإنجليزية)
- كارين مالينا وايت على موقع قاعدة بيانات الفيلم (الإنجليزية)
- كارين مالينا وايت على موقع كينوبويسك (الروسية)